# Ополе-Любельске (гмина)
Гми́на Опо́ле-Любельске (пол. Gmina Opole Lubelskie ['gmʲina ɔ'pɔlɛ lu'bɛlskʲɛ]) — гмина (волость) в Польше, входит как административная единица в Опольский повет (Люблинское воеводство), Люблинское воеводство. Население — 17 924 человека (на 2004 год).

## Соседние гмины
1. Гмина Ходель
2. Гмина Юзефув-над-Вислой
3. Гмина Карчмиска
4. Гмина Лазиска
5. Гмина Понятова
6. Гмина Ужендув